# Trichoblatta wellingtoni
Trichoblatta wellingtoni är en kackerlacksart som först beskrevs av Hanitsch 1931.  Trichoblatta wellingtoni ingår i släktet Trichoblatta och familjen jättekackerlackor. Inga underarter finns listade i Catalogue of Life.